# Zalog pri Šempetru
Zalog pri Šempetru je naselje u slovenskoj Općini Žalecu. Zalog pri Šempetru se nalazi u pokrajini Štajerskoj i statističkoj regiji Savinjskoj. 

## Stanovništvo
Prema popisu stanovništva iz 2002. godine naselje je imalo 95 stanovnika.